# La Rioja, Spanien
La Rioja (baskiska: Errioxa) är en autonom region och tillika provins (med samma utbredning) i Spanien. Regionens huvudstad är Logroño. Antalet invånare i provinsen är 315 794 (2016). La Rioja är känt för sina viner.

## Historia
Området La Rioja (namnet finns registrerat 1099) var tidigare känt som Logroñoprovinsen på grund av fästningarna som området senare utvecklades omkring. 1100-talskyrkan Iglesia de Santa Maria de Palacios kapell var det administrativa palatset. Logroño var ett gränsområde som kungarna av Navarra och Kastilien stred om från början på 900-talet och framåt. Regionen förklarades som del av kungariket Kastilien i ett beslut av Henrik I av England och regionen var viktig genom att pilgrimsfärden till Santiago de Compostela, Camino de Santiago, korsade Ebro via stenbron Puente de Piedra.
La Rioja intogs av Napoleon I:s styrkor under Spanska befrielsekriget och förblev franskt fram till 1814. Det konstitutionella Cortés förklarade vid tiden för den liberala konstitutionen 1812 La Rioja som oberoende provins, och i januari 1822 skapades provinsen Logroño genom ett kungligt dekret som innefattade hela det historiska La Riojas geografi. Ferdinand VII annullerade dock året efter beslutet och delade upp området bland de omgivande provinserna, även om detta till slut upphävdes 1833 genom återskapandet av provinsen La Rioja.
Området blev en autonom region under demokratiseringsprocessen som följde efter Francisco Francos död, och regionens ekonomi skiljdes då från de omgivande regionernas. Den har den näst minsta folkmängden bland Spaniens autonoma regioner, och mer än hälften av dess 174 kommuner har mindre än 200 invånare. Nästan hälften av invånarna bor i huvudstaden.
Regionen är känd för sin produktion av Riojaviner, även om en del av vinregionen sträcker sig in i grannregionerna Álava och Navarra. Utöver vin odlas champinjoner, kronärtskocka, paprika och sparris. 95 procent av Spaniens sparrisexport kommer från La Rioja.

## Geografi
La Rioja omges av Baskien, Navarra, Aragonien samt Kastilien och Leon. Floden Ebro rinner genom regionen liksom även Río Oja som har gett regionen dess namn.
Vid sidan av dalarna vid Ebro är landskapet kuperat med bergsområden som Sierra de la Demanda, vars högsta topp når 2 371 meter över havet. Klimatet är torrt och varmt på sommaren och svalt på vintern.